# Liste der Yachthäfen in Kroatien
Liste der Yachthäfen (Marinas) in Kroatien.

## Yachthäfen an Küstengewässern

### Yachthäfen amAdriatischen Meer(Istrien)
| Klassifizierung1 | Hafen2                  | Ort           | Hafenbetreiber           | Liegeplätze | Liegeplätze | Liegeplätze     |
| ---------------- | ----------------------- | ------------- | ------------------------ | ----------- | ----------- | --------------- |
|                  |                         |               |                          | im Wasser   | am Land     | max. Bootslänge |
|                  | Marina Funtana          | Funtana       | Montraker d.o.o.         | 180         | 40          | 28 m            |
|                  | ACI Marina Pomer        | Medulin-Pomer | ACI d.d.                 | 298         | 30          |                 |
|                  | Marina Nautica          | Novigrad      | Nautica Hotels & Resorts | 225         | 50          |                 |
|                  | Marina Poreč            | Poreč         | Usluga Poreč d.o.o.      | 129         |             |                 |
|                  | Marina Červar Porat     | Poreč         | Plava Laguna d.d.        | 220         | 50          | 15 m            |
|                  | Marina Parentium        | Poreč         | Plava Laguna d.d.        | 200         | 50          | 20 m            |
|                  | ACI Marina Pula         | Pula          | ACI d.d.                 | 192         |             | 40 m            |
|                  | Tehnomont-Marina Veruda | Pula          | Tehnomont d.o.o.         | 630         | 250         | 40 m            |
|                  | ACI Marina Rovinj       | Rovinj        | ACI d.d.                 | 407         | 40          | 60 m            |
|                  | Marina Valalta          | Rovinj        | Valalta d.o.o.           | 150         | 250         |                 |
|                  | ACI Marina Umag         | Umag          | ACI d.d.                 | 475         | 40          | 40 m            |
|                  | Marina Vrsar            | Vrsar         | Montraker d.o.o.         | 220         | 40          | 50 m            |

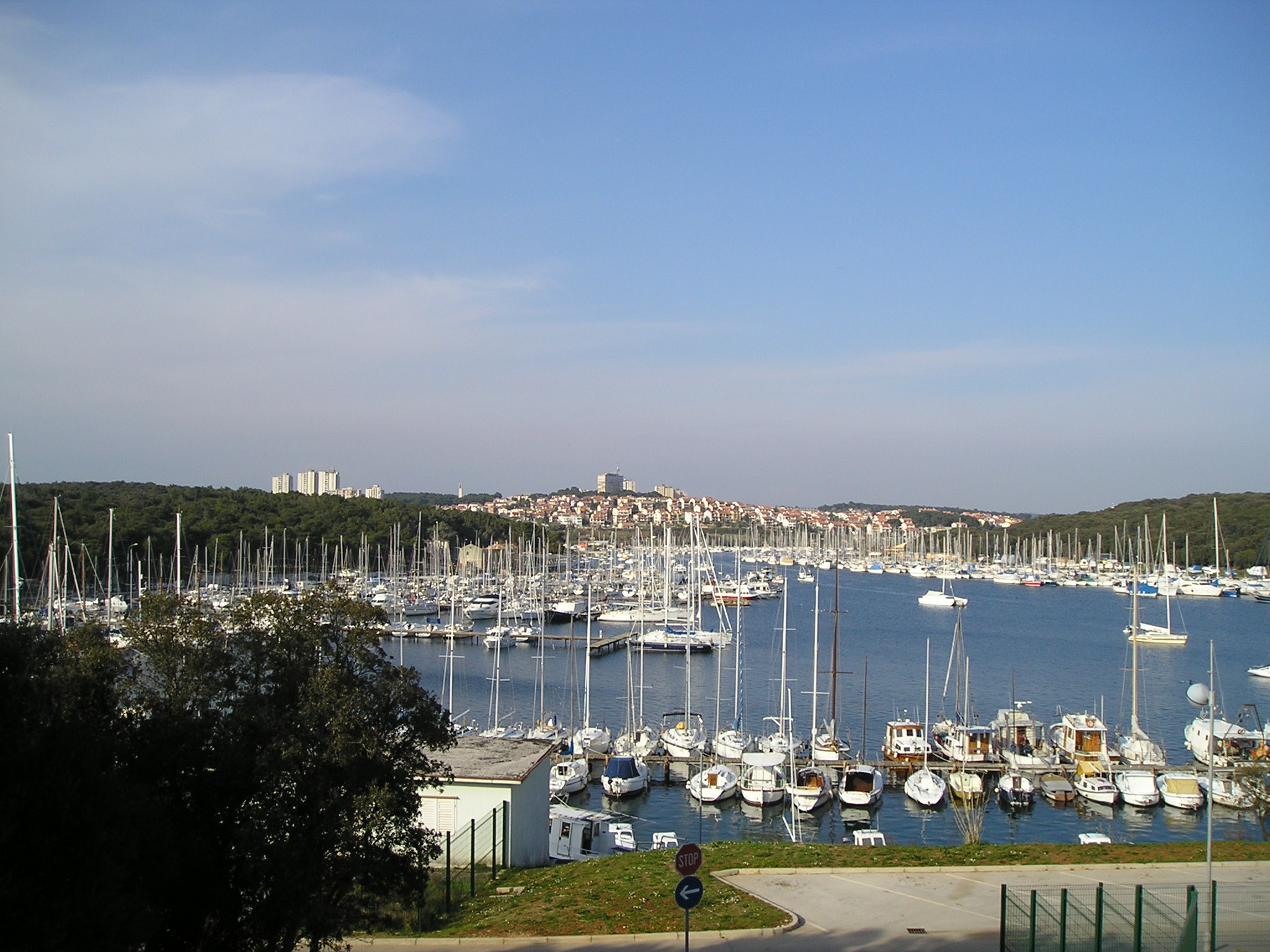
Veruda

1 Klassifizierung nach Blauer Flagge und Blauen Sternen (1–5)

2 Nur Yachthäfen ab mindestens 100 Liegeplätzen

### Yachthäfen amAdriatischen Meer(Kvarner Buchtmit Inseln und Küstenland)
| Klassifizierung1 | Hafen2                      | Ort                  | Hafenbetreiber               | Liegeplätze | Liegeplätze | Liegeplätze     |
| ---------------- | --------------------------- | -------------------- | ---------------------------- | ----------- | ----------- | --------------- |
|                  |                             |                      |                              | im Wasser   | am Land     | max. Bootslänge |
|                  | ACI Marina Cres             | Cres (Cres)          | ACI d.d.                     | 458         | 120         | 50 m            |
|                  | Y/C Marina Mali Lošinj      | Mali Lošinj (Lošinj) |                              | 100         | 110         | 18 m            |
|                  | Marina Admiral              | Opatija              | Liburnia Riviera Hoteli d.d. | 160         | 40          | 10 m            |
|                  | ACI Marina Opatija          | Opatija-Ičići        | ACI d.d.                     | 283         | 35          | 40 m            |
|                  | Marina Punat                | Punat (Krk)          | Marina Punat d.o.o.          | 850         | 400         | 45 m            |
|                  | ACI Marina Rab              | Rab (Rab)            | ACI d.d.                     | 142         |             |                 |
|                  | ACI Marina Supetarska Draga | Rab (Rab)            | ACI d.d.                     | 344         | 53          |                 |
|                  | Marina Muroskva             | Novi Vinodolski      | NAVICON d.o.o.               | 180         |             |                 |

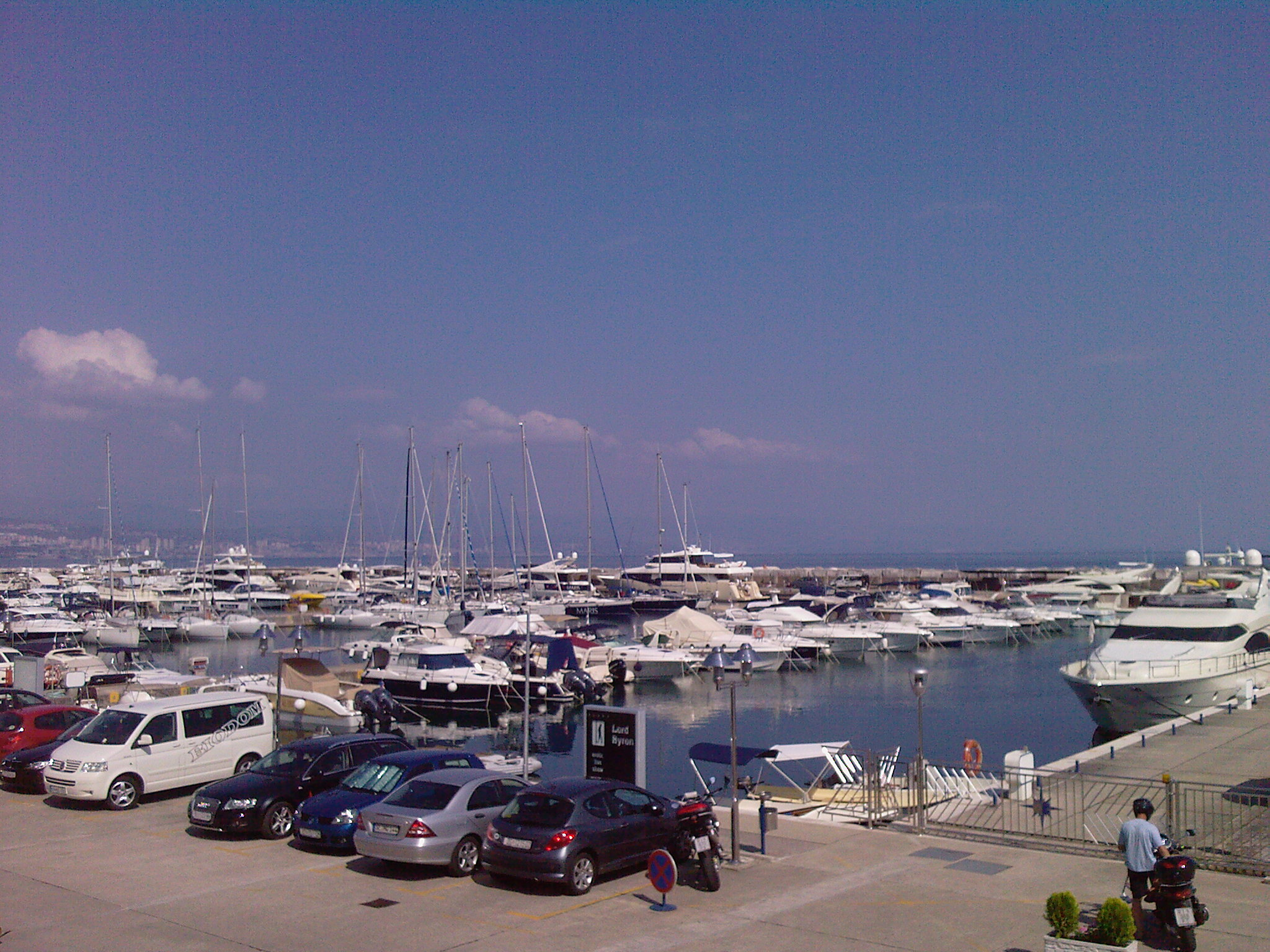
Ičići

1 Klassifizierung nach Blauer Flagge und Blauen Sternen (1–5)

2 Nur Yachthäfen ab mindestens 100 Liegeplätzen

### Yachthäfen amAdriatischen Meer(Dalmatienmit Inseln)

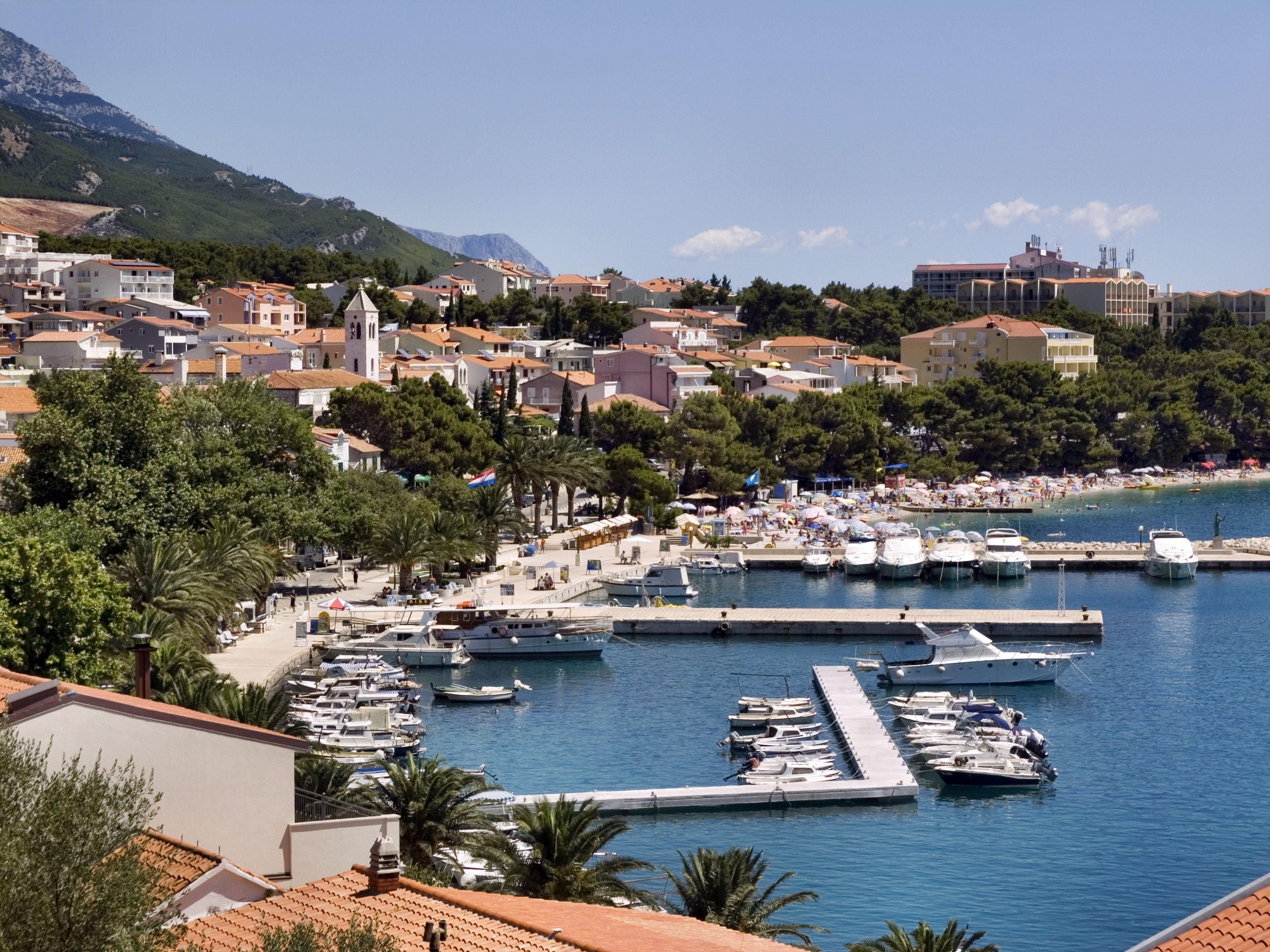
Baška Voda

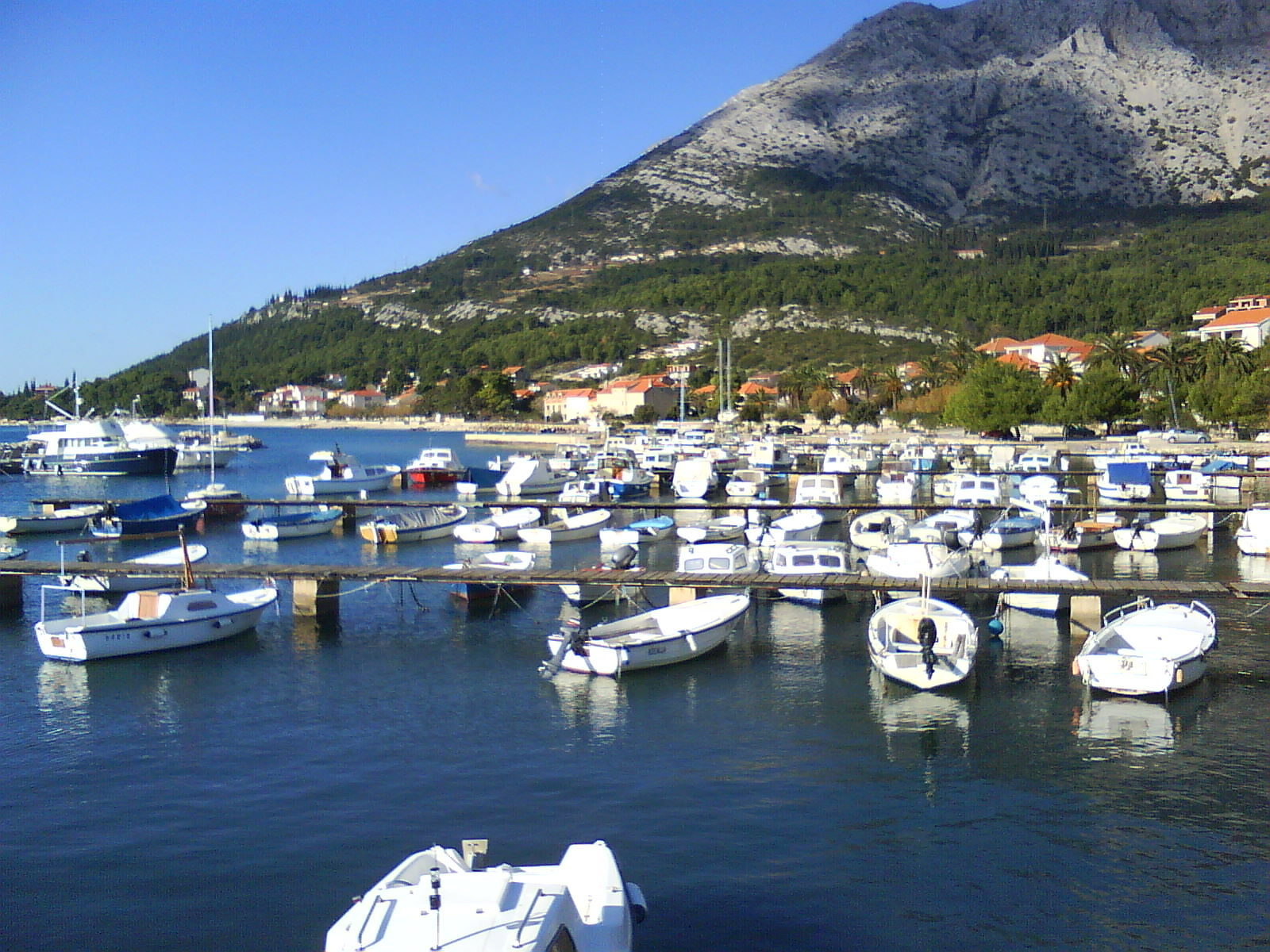
Orebić

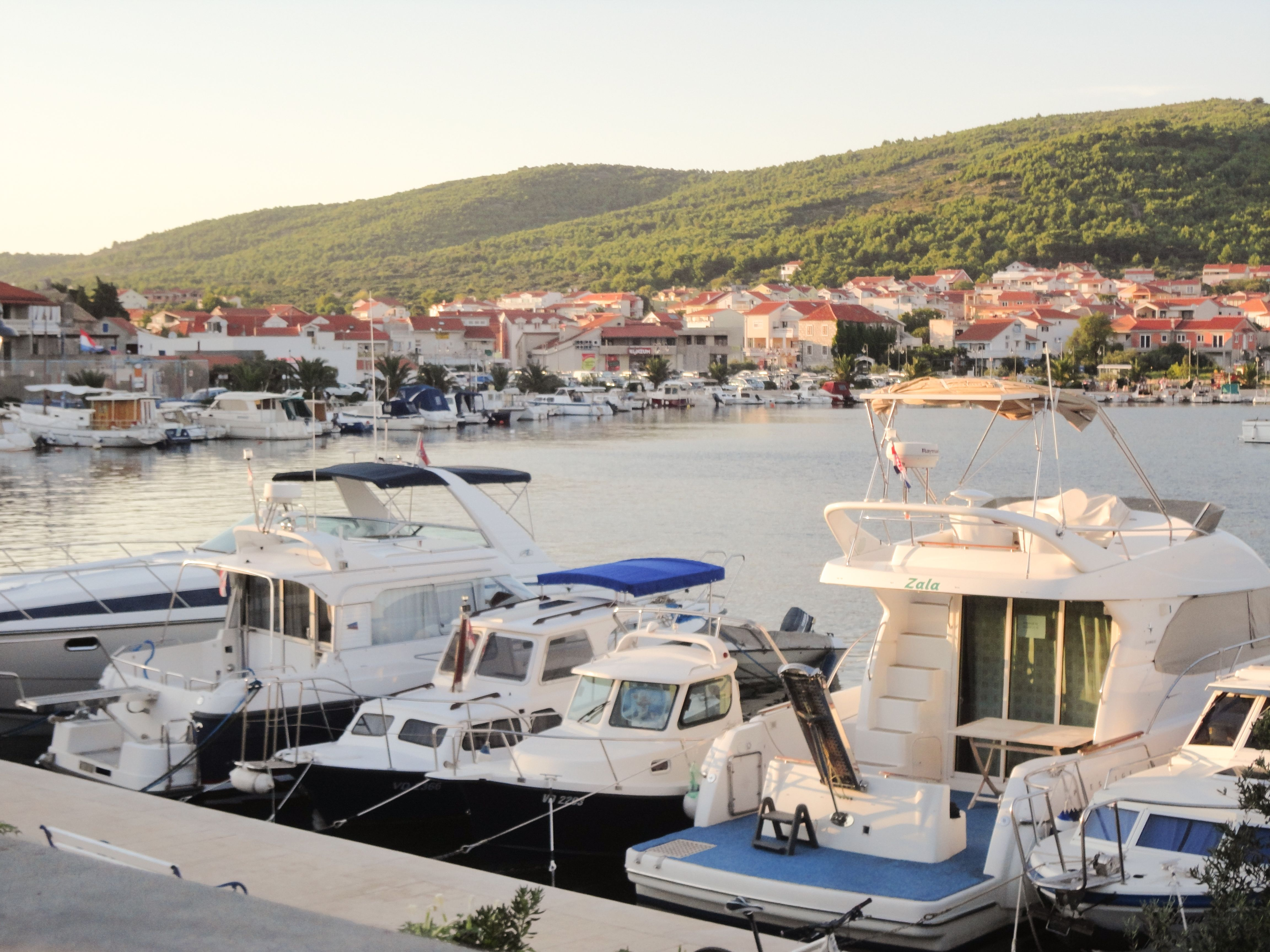
Tribunj

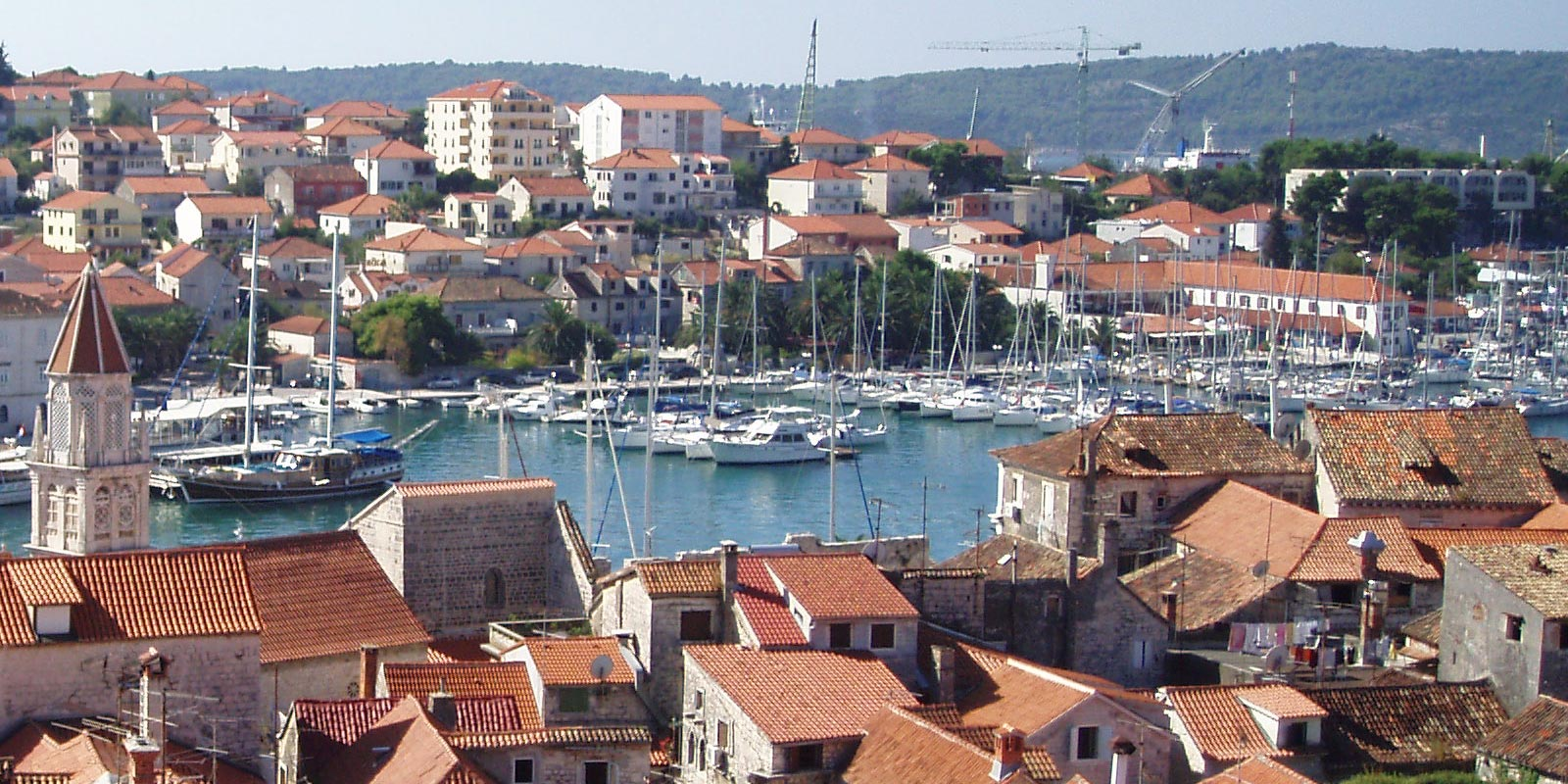
Trogir

| Klassifizierung1 | Hafen2               | Ort (ggf. Insel)           | Hafenbetreiber                | Liegeplätze | Liegeplätze | Liegeplätze     |
| ---------------- | -------------------- | -------------------------- | ----------------------------- | ----------- | ----------- | --------------- |
|                  |                      |                            |                               | im Wasser   | am Land     | max. Bootslänge |
|                  | Marina Baška Voda    | Baška Voda                 | Nautički Centar Trogir d.d.o. | 30          |             |                 |
|                  | Marina Betina        | Betina_(Kroatien) (Murter) |                               | 240         | 80          | 15 m            |
|                  | Marina Kornati       | Biograd na Moru            | Ilirija d.d.                  | 750         | 40          | 40 m            |
|                  | Marina Šangulin      | Biograd na Moru            | Šangulin Group                | 200         | 10          |                 |
|                  | Marina Brela         | Brela                      |                               |             |             |                 |
|                  | ACI Marina Dubrovnik | Dubrovnik                  | ACI d.d.                      | 380         | 140         | 60 m            |
|                  | ACI Marina Palmižana | Hvar (Hvar)                | ACI d.d.                      | 211         |             |                 |
|                  | ACI Marina Jezera    | Jezera (Murter)            | ACI d.d.                      | 225         | 60          | 40 m            |
|                  | ACI Marina Piškera   | Jezera                     | ACI d.d.                      | 118         |             | 30 m            |
|                  | ACI Marina Žut       | Jezera                     | ACI d.d.                      | 120         |             | 40 m            |
|                  | Marina Kaštela       | Kaštela                    | Marina Kaštela d.o.o.         | 420         | 200         |                 |
|                  | ACI Marina Šimuni    | Kolan                      | ACI d.d.                      | 221         | 55          |                 |
|                  | ACI Marina Korčula   | Korčula (Korčula)          | ACI d.d.                      | 159         | 16          | 40 m            |
|                  | Marina Lumbarda      | Lumbarda (Korčula)         | Lučica-Lumbarda d.o.o.        | 115         |             | 25 m            |
|                  | Marina Agana         | Marina                     | Jahting Sport Agana d.o.o.    | 134         | 70          |                 |
|                  | ACI Marina Milna     | Milna                      | ACI d.d.                      | 189         | 15          |                 |
|                  | Marina Hramina       | Murter (Murter)            | Marina Hramina d.o.o.         | 370         | 120         |                 |
|                  | Marina Orebić        | Orebić                     |                               |             |             |                 |
|                  | Marina Lav           | Podstrana                  | Grand Marina Lav d.o.o        | 74          |             | 35 m            |
|                  | Marina Preko         | Preko (Ugljan)             |                               | 87          |             |                 |
|                  | Olive Island Marina  | Preko-Sutomišćica (Ugljan) | Marina Signum d.d.            | 215         | 25          |                 |
|                  | Marina Kremik        | Primošten                  |                               | 392         | 200         |                 |
|                  | Marina Frapa         | Rogoznica                  | Franjo Pašalić                | 450         | 150         |                 |
|                  | Marina Veli Rat      | Sali (Dugi Otok)           | Baotic Yachting GmbH          | 110         |             |                 |
|                  | Marina Mandalina     | Šibenik                    | D-Marine Marinas Group        | 350         | 50          | 100 m           |
|                  | Solaris Yacht Marina | Šibenik                    | Solaris Hotels d.d.           | 250         |             |                 |
|                  | ACI Marina Skradin   | Skradin                    | ACI d.d.                      | 180         |             | 70 m            |
|                  | ACI Marina Split     | Split                      | ACI d.d.                      | 355         | 30          | 80 m            |
|                  | Marina Špinut        | Split-Špinut               | JK Špinut                     | 770         | 250         |                 |
|                  | Marina Tribunj       | Tribunj                    | Danuvius marina d.o.o.        | 240         | 150         |                 |
|                  | ACI Marina Trogir    | Trogir                     | ACI d.d.                      | 174         | 35          |                 |
|                  | Marina Tučepi        | Tučepi                     | Tučepi d.o.o.                 | 200         |             |                 |
|                  | Marina Veli Iž       | Veli Iž (Iž)               | Tankerkomerc d.d.             | 45          | 150         |                 |
|                  | ACI Marina Vodice    | Vodice                     | ACI d.d.                      | 273         | 55          |                 |
|                  | ACI Marina Vrboska   | Vrboska                    | ACI d.d.                      | 125         | 17          |                 |
|                  | Marina Borik         | Zadar                      | D-Marin Marinas Group         | 185         | 30          | 40 m            |
|                  | Marina Zadar         | Zadar                      | Tankerkomerc d.d.             | 300         | 200         |                 |
|                  | Marina Vitrenjak     | Zadar                      | SC Zadar                      | 200         | 50          |                 |
|                  | Marina Dalmacija     | Zadar                      | D-Marin Marinas Group         | 1.200       | 500         | 80 m            |

1 Klassifizierung nach Blauer Flagge und Blauen Sternen (1–5)

2 Nur Yachthäfen ab mindestens 100 Liegeplätzen

## Yachthäfen an Binnengewässern

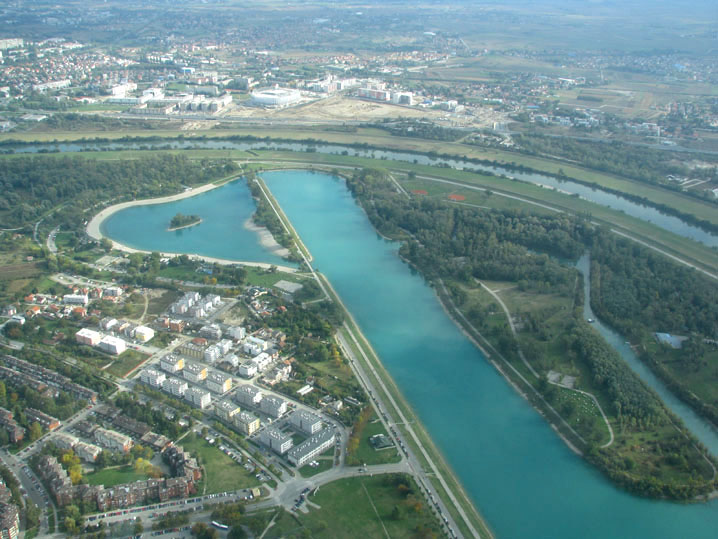
Zagreb

Zu den Binnengewässern in Kroatien zählen Seen, Flüsse und künstlich geschaffene Wasserstraßen und -becken wie der Jarun-See in Zagreb.
| Klassifizierung1 | Hafen2                            | Ort    | Hafenbetreiber | Liegeplätze | Liegeplätze | Liegeplätze     |
| ---------------- | --------------------------------- | ------ | -------------- | ----------- | ----------- | --------------- |
|                  |                                   |        |                | im Wasser   | am Land     | max. Bootslänge |
|                  | Sport- und Erholungszentrum Jarun | Zagreb |                |             |             |                 |

1 Klassifizierung nach Blauer Flagge und Blauen Sternen (1–5)

2 Nur Yachthäfen ab mindestens 50 Liegeplätzen